# YafaRay

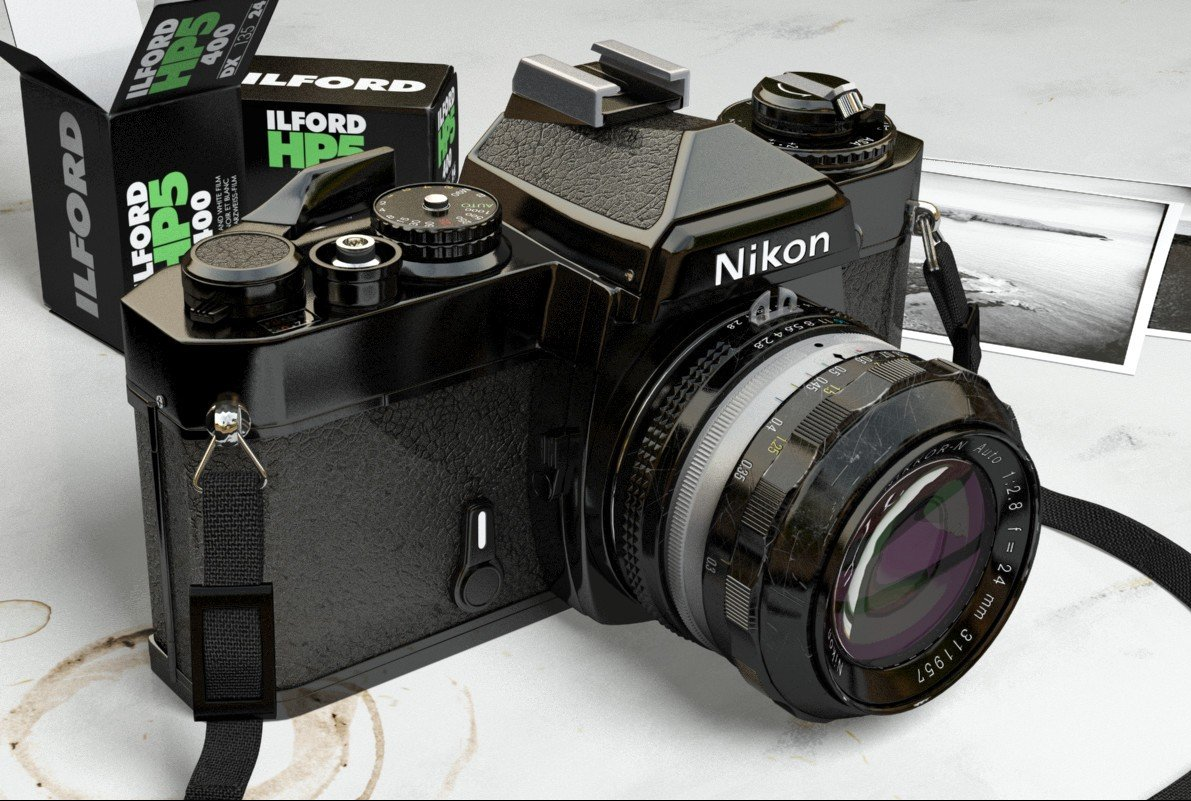
Image photoréaliste créée avec Blender et rendue dans YafRay

YafaRay (anciennement YafRay, acronyme de Yet Another Free RAYtracer) est un moteur de rendu d'images de synthèse libre et gratuit utilisant la technique du lancer de rayons.
Il est distribué sous licence GNU Lesser General Public License (LGPL).

## Plus produit
- YafaRay utilise la méthode de l'illumination globale pour produire des rendus réalistes de scènes 3D.
- Il s'agit d'un logiciel libre qui utilise un format XML pour la description des scènes 3D.
- Il a été intégré dans le modeleur 3D Blender.
- Il est optimisé pour les multiprocesseurs et multicœurs, mais pas OpenCL.
- Il permet d'effectuer des rendus de type skydome.

## Multiplate-forme
YafaRay a intégralement été développé en C++ et dispose ainsi d'une très grande portabilité sur divers environnements. On le retrouve donc sur GNU/Linux, Windows 9x/XP/2000, Mac OS X et IRIX. C'est un moteur de rendu indépendant pouvant être utilisé depuis des scripts ou directement en ligne de commande.
De plus, il est aussi capable de gérer le calcul parallèle et le calcul distribué.

## Architecture
YafaRay dispose d'une architecture extrêmement modulaire, avec les divers éléments de rendu venant se greffer à un noyau central : chargeur de scène, lumières et matériaux. Il possède ainsi une API externe permettant la connexion de n'importe quel autre logiciel ou suite 3D.
On trouve déjà l'intégration de YafaRay dans diverses applications telles que Blender, Wings 3D.

## Développement
En 2006, le développement de YafRay a été stoppé par le développeur principal, qui a décidé de se concentrer sur une réécriture complète du noyau. En effet, avec le temps et les modifications successives, il est devenu de plus en plus difficile d'intégrer de nouvelles technologies sans changement majeur. Donc plutôt que de rendre le code instable, les développeurs se sont concentrés sur la réécriture à zéro du moteur, ce qui a donné le projet YafaRay.